# Bisselt
De Bisselt (Bie(s)selt in het Kleverlands) is een buurtschap in de Nederlandse gemeente Mook en Middelaar.
De Bisselt ligt in de bossen tussen Mook en Groesbeek, voornamelijk aan de Limburgse kant van de provinciegrens tussen Gelderland en Limburg. Het is gelegen aan en deels in het natuurgebied de Mookerheide en heeft ongeveer honderd woningen. Deze hebben merendeels een recreatieve bestemming maar mogen wel permanent bewoond worden. Bij Bisselt ligt het grootste echte heidegebied dat van de eertijds zeer omvangrijke Mookerheide over is. De Slag op de Mookerheide heeft niet daar plaatsgevonden, maar ten noorden van de dorpskern van Mook. Niettemin zijn in de buurtschap Bisselt straatnamen vernoemd naar de commandanten van zowel de Spaanse als de Nederlandse troepen bij deze slag, Avila, Mendoza en Bracamonte, respectievelijk Lodewijk en Hendrik van Nassau en Christoffel van de Paltz.

## Geschiedenis
Aan de Bisseltsebaan, die de grens vormt tussen de Limburgse gemeente Mook en Middelaar en ten noorden daarvan het Gelderse Berg en Dal, zijn restanten te zien van een groot ven, genaamd de Biessael (Sael = woonplek; dus letterlijk: woonplek, omgeven door biezen). Het ven staat samen met de Bisseltsebaan afgebeeld op een kaart van het Nederrijkse Woud, in 1570 getekend door landmeter Thomas Witteroos. 
Dit ven is voor zowel plant en dier als uit cultuurhistorisch oogpunt van grote waarde. Het ven is van oorsprong een leemkuil, waarschijnlijk al afgegraven in de Romeinse tijd. Dit gebeurde om er aardewerk van te bakken en later om huizen en wegen in de omgeving mee op te knappen. Natuurmonumenten en Staatsbosbeheer delen het eigendom en beheer.
Dorpen: Middelaar · Molenhoek (deels) · Mook · Plasmolen

Buurtschappen: Bisselt (deels) · Heikant · Katerbosch · Riethorst

Limburg: Steden en dorpen      Nederland: Provincies · Gemeenten
Dorpen: Beek · Berg en Dal · Breedeweg · Erlecom · Groesbeek · Heilig Landstichting · De Horst · Kekerdom · Leuth · Millingen aan de Rijn · Ooij · Persingen · Ubbergen

Buurtschappen: Bisselt (deels) · De Bruuk · Colonjes · Dennenkamp · Dekkerswald · Dukenburg · Grafwegen · Groenlanden · Haukes · Holdeurn · De Kamp · Kerstendal · Lagewald · Meerwijk · De Muchter · Nieuwerf · De Plak · De Ploeg · Stekkenberg · Thorense Molen · Tiengeboden · Valkenlaagte · Het Vilje · De Vlietberg · Wercheren · Zeeland